# Дум метал
Дум метал (енгл. Doom Metal) је врста хеви метал музике.
Дум метал се појавио средином 1980-их. Музика је тешка и у поређењу са осталим жанровима метала врло спора. Текстови су углавном песимистични и мрачни и играју важну улогу. Дум метал је под великим утицајем првих албума групе Black Sabbath, поготово њигових песама „Black Sabbath“ и „Into the Void“.
Други бендови који су допринели дефинисању дум метала су Pagan Altar, Witchfinder General, Pentagram и Saint Vitus. Ипак, ниједан дум метал бенд није стекао толику популарност као Black Sabbath.

## Поджанрови
- Традиционални дум (нпр. Candlemass, Solitude Aeturnus, While Heaven Wept)
- Готик дум (Virgin Black, Draconian, Silentium)
- Дет дум (Autopsy, Winter, Asphyx, Evoken, My Dying Bride (rani radovi), Officium Triste, Mourning Beloveth, Coffins)
- Фјунерал дум (Shape of Despair, Thergothon, Skepticism, Esoteric, Funeral, Mournful Congregation, Worship, Longing For Dawn)
- Дроун (Earth, Sunn O, Boris, Corrupted)
- Стоунер дум (Sleep, Electric Wizard, Kyuss, Acid King)
- Блек дум (Betlehem и Katatonia (рани радови), Dolorian, Barathrum)